# Есим-хан (Младший жуз)
Есим-хан (1739—1797) — хан Младшего жуза (1796—1797), старший сын казахского хана Нуралы от старшей жены, внук Абулхаир хана.

## Биография
При правлении своего отца хана Нуралы, управлял родом байулы Младшего жуза.
В октябре 1796 года съезд казахских старшин избрал новым ханом Младшего жуза султана Есима, сына Нуралы-хана. 20 октября 1796 года императрица Екатерина II официально признало избрание Есим-хана на ханский престол. Новый хан сразу же показал себя верным русским ставленником, организовав несколько карательных рейдов и захватив в плен ряд руководителей казахских повстанческих отрядов.
Признание Есима ханом вызывало недовольство у старшины рода байбакты Сырыма Датова. Основная неприязнь между Есим-ханом и Сырым Датовом произошла в 1788 году, после захвата в плен Сырыма и выдачи его султану Ералы, который год был в плену. А после выдачи сподвижника и друга Сырыма старшины Мынбая царским чиновникам в Оренбурге.
27 марта 1797 года один из повстанческих отрядов Сырыма Датова совершил нападение на ханский аул, который был разорен и сожжен. Во время этого нападения русский ставленник Есим-хан был убит казахскими старшинами родов: кердери — Тлепом Корбасулы, шекты — Отегулом, кете — Косбей мырзой, шомекей — Баймурзой, алаша — Комурзой, Шолаком и другими. Хана похоронили напротив Калмыковской крепости близ реки Урал.

## Семья
Есим-хан было 2 жены: Каракушык (ум. 1831) и Дерденей. Имел 9 сыновей: Кару (ум. 1813), Чужыка (ум. 1813), Каипгали (1789—1857), Сары, Ниятали, Айдынали, Жиналы, Ашигали и Корнылтая. После смерти хана его семья бежала за Урал.